# Luis Alberto Ramírez
Luis Alberto Ramírez Lucay (Lima, 10 novembre 1984) è un calciatore peruviano, centrocampista de Alianza Lima.
È soprannominato Cachito.

## Carriera
Durante i suoi anni passati come calciatore professionistico, i principali team in cui ha giocato sono Coronel Bolognesi Fútbol Club e Universitario de Deportes, entrambe squadre peruviane. È stato annunciato il suo trasferimento al Corinthians il 12 gennaio 2011.

## Palmarès

### Club

#### Competizioni nazionali
- Campionato brasiliano: 1

Corinthians: 2011

### Competizioni internazionali
- Coppa Libertadores: 1

Corinthias: 2012